# أوين باول
أوين باول (بالإنجليزية: Owen Paul)‏ هو مغني بريطاني، ولد في 1 مايو 1962 في غلاسكو في المملكة المتحدة.

## وصلات خارجية
- أوين باول على موقع IMDb (الإنجليزية)
- أوين باول على موقع ميوزك برينز (الإنجليزية)
- أوين باول على موقع ديسكوغز (الإنجليزية)